# 北站西二路站
北站西二路站是成都地铁7号线与5号线的换乘车站，7号线车站于2017年12月6日启用，5号线车站于2019年12月27日启用。

## 车站概况
本站位于成都市金牛区二环路北二段北站西二路口。因位于北站西二路而得名。因靠近成都市城北客运中心，在7号线和5号线建设期间，曾使用工程名“城北客运中心站”。

## 车站结构
北站西二路站为地下三层车站，5号线、7号线在此呈T字型交汇并实现站台节点换乘和站厅换乘。西南象限设有联络线。
7号线车站总长366.82米，为地下两层、局部三层的12米岛式站台车站，共设置4个出入口、2组风亭及2个安全出入口。7号线车站的施工方为中铁隧道集团四处有限公司。
5号线车站总长360.1米，宽23.65米，为地下三层双柱三跨岛式站台车站，回龙方向为曲线站台。5、6号线列车编组由6A调整为8A后，本站实施车站尺寸增加和有效站台中心向南移动30m左右等相应调整措施。施工方法为明挖顺作法（局部铺盖）。
|                              |  | 7号线外环（九里堤）   |
| 島式 · 開左邊车门 · 往 5号线 |  |                       |
|                              |  | 7号线内环（火车北站） |

|                     |  | 5号线往华桂路（赛云台） |
| 島式 · 開左邊车门 · |  |                         |
|                     |  | 5号线往回龙（西北桥）   |

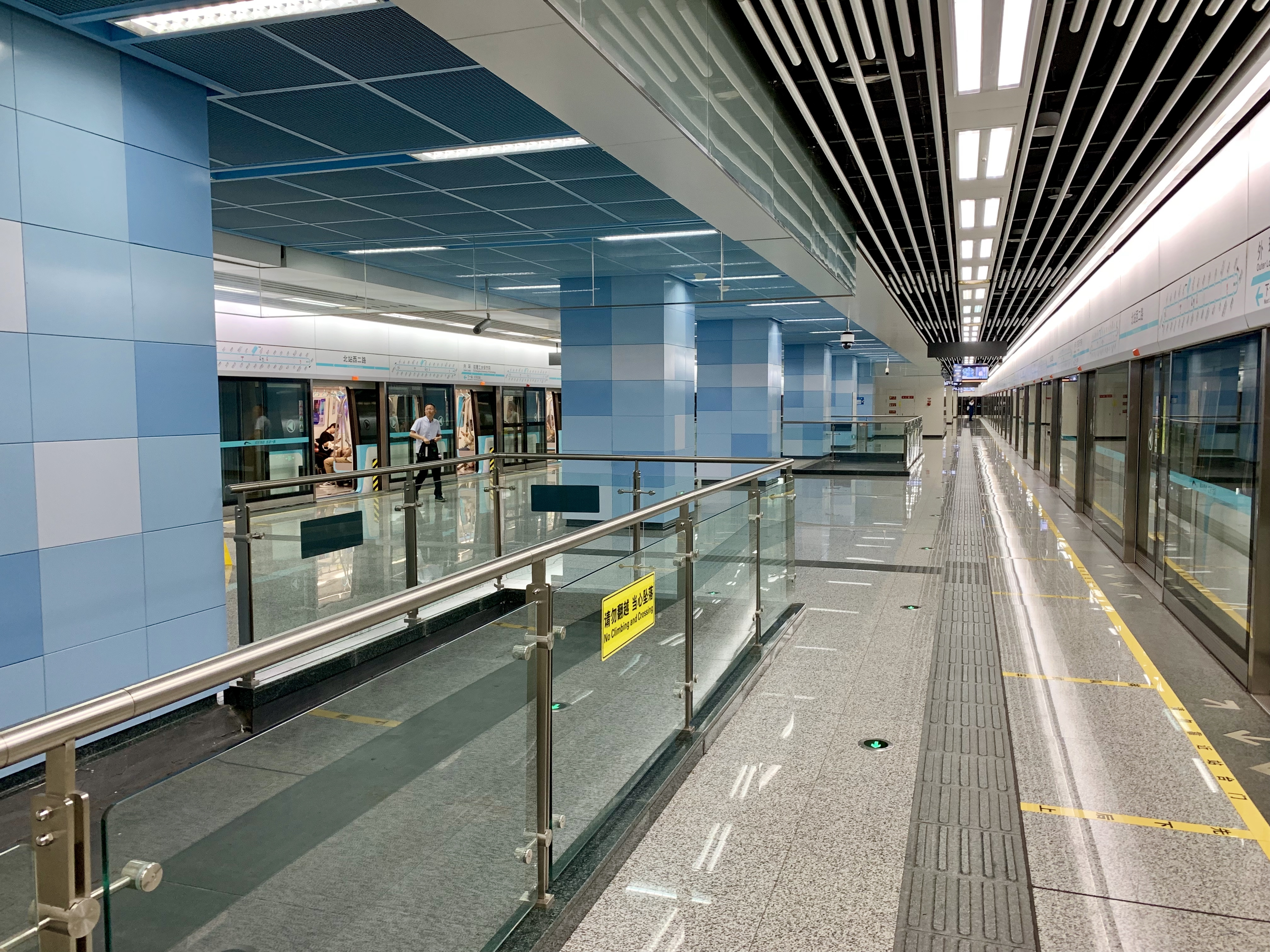
7号线站台层
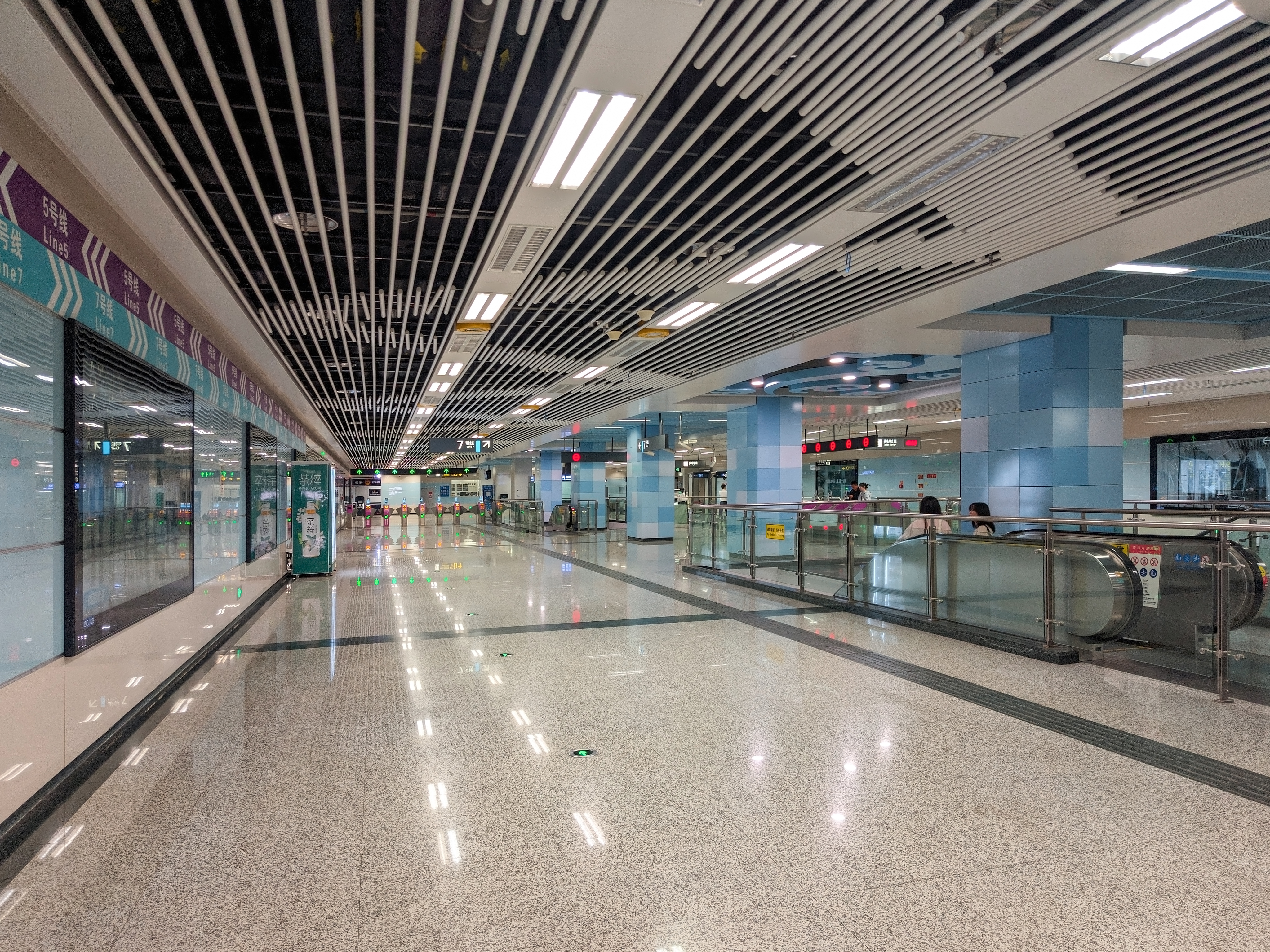
7号线站厅层
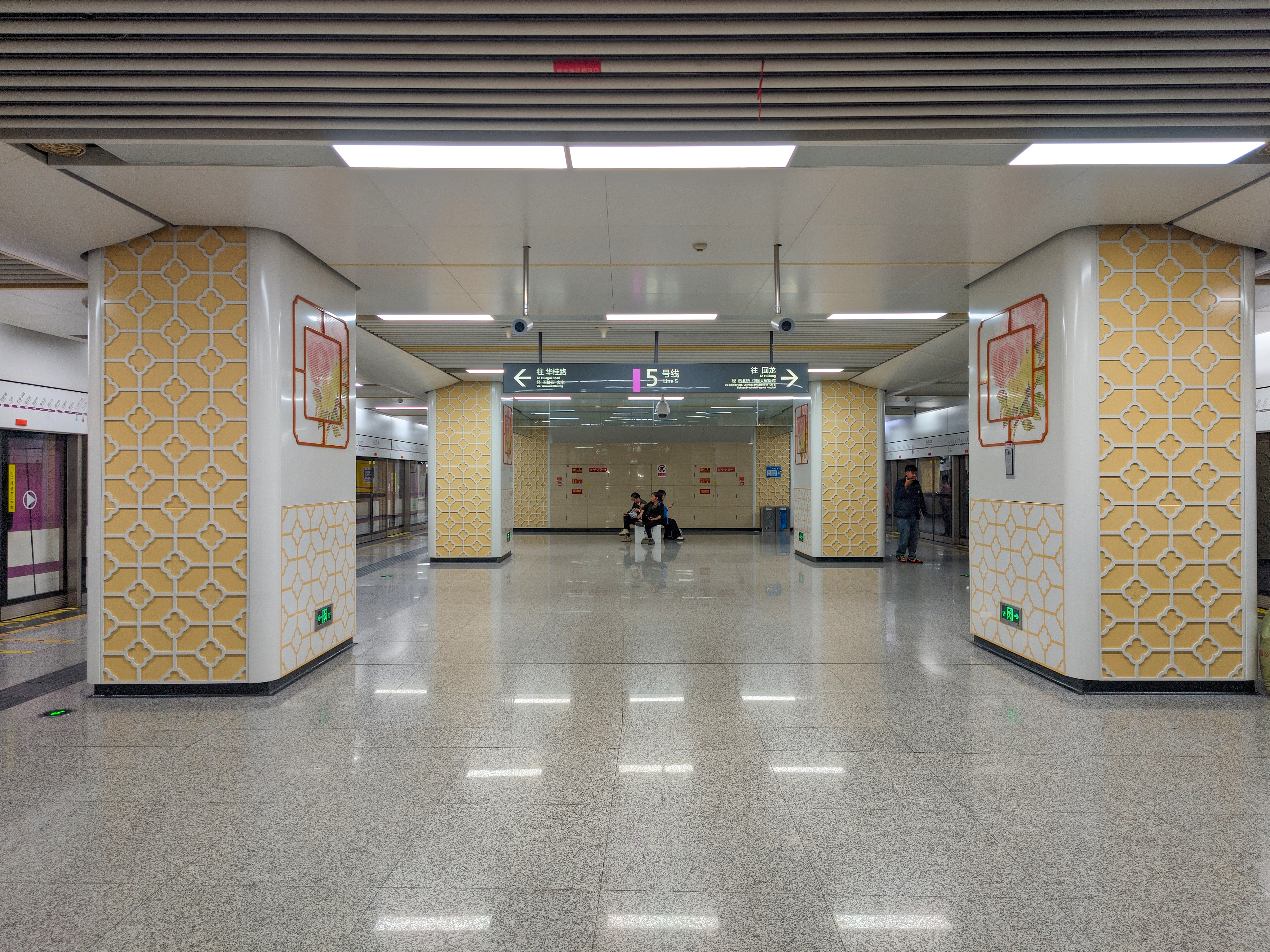
5号线站台层
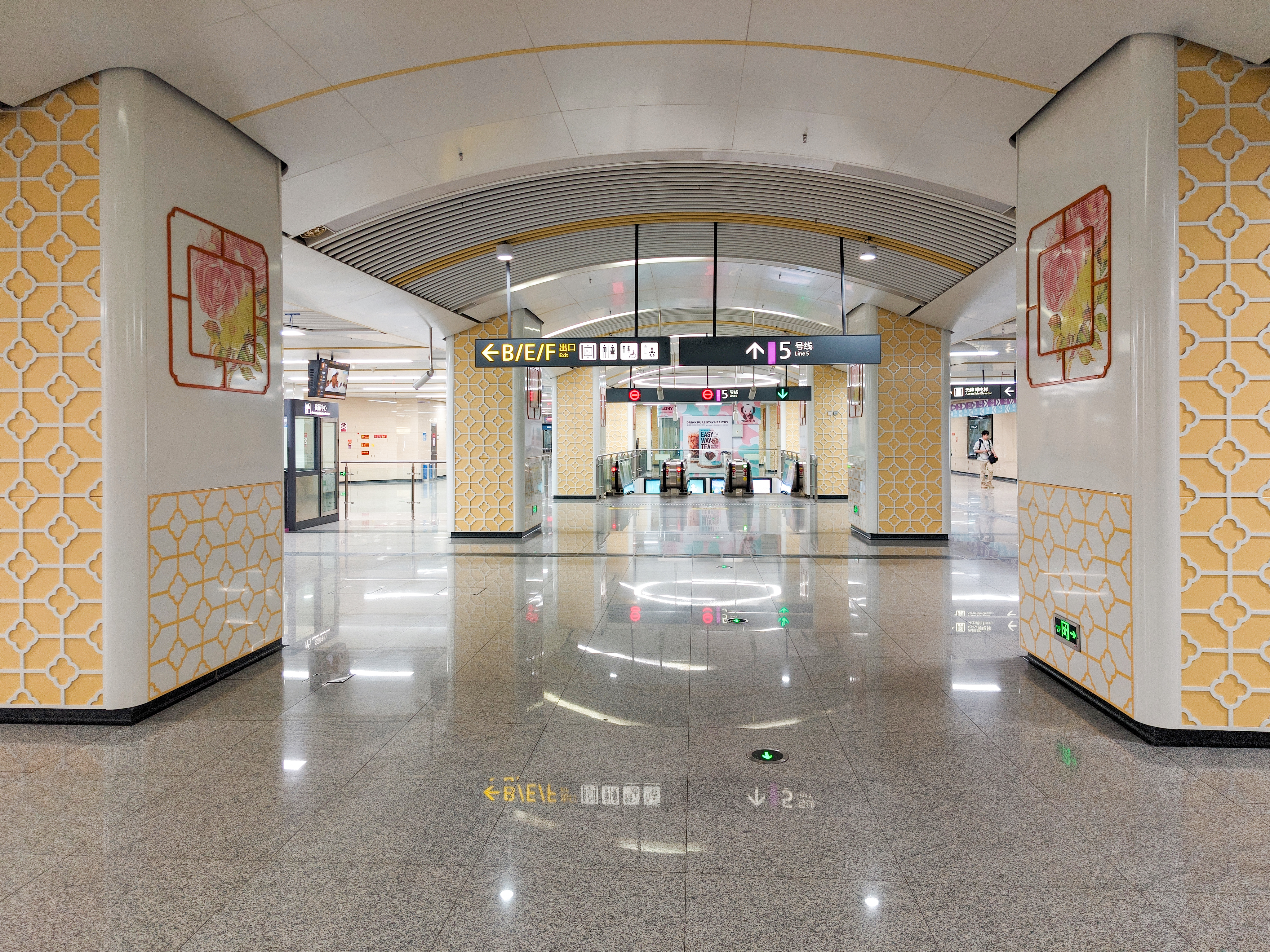
5号线站厅层

## 出入口
本站目前开放6个出入口。
|              |            |                                |      |
|              |            |                                |      |
| 编号         | 设施       | 指示                           | 照片 |
|              | 无障碍电梯 | 二环路北二段、北站西二路       |      |
| 出口 · C     |            | 二环路北二段、蓉北商贸大道一段 |      |
| 出口 · D     | 无障碍电梯 | 二环路北二段、蓉北商贸大道一段 |      |
| 出口 · E · 1 |            | 北站西二路、北站西一巷         |      |
| 出口 · E · 2 |            | 北站西二路、北站西一巷         |      |
| 出口 · F     | 无障碍电梯 | 北站西二路                     |      |

## 接驳交通

### 公交
K1线/K1线A； K2线/K2线A；11路；17路；36路；73路；86路。

## 历史
- 2014年11月20日，7号线车站主体结构封顶[3]；
- 2016年4月12日，5号线车站开始主体结构施工[5]；
- 2017年12月6日，7号线车站正式启用[2]。
- 2019年12月27日，5号线车站正式启用。
- 2023年7月，本站英文名由2nd Beizhan Road West改为2nd Beizhan West Road。